# Rue de la Clavurerie
La rue de la Clavurerie est une voie de Nantes, en France.

## Situation et accès
Située dans le centre-ville de Nantes, la rue de la Clavurerie, qui relie la rue de Feltre à la place Fernand-Soil, est pavée et n'est croisée que par la rue du Pré-Nian.

## Origine du nom
Le nom de cette voie viendrait du fait qu'elle était probablement habitée par des serruriers. En effet, le terme de « clavurerie » est synonyme de « serrurerie ».